# Ambroise Paré

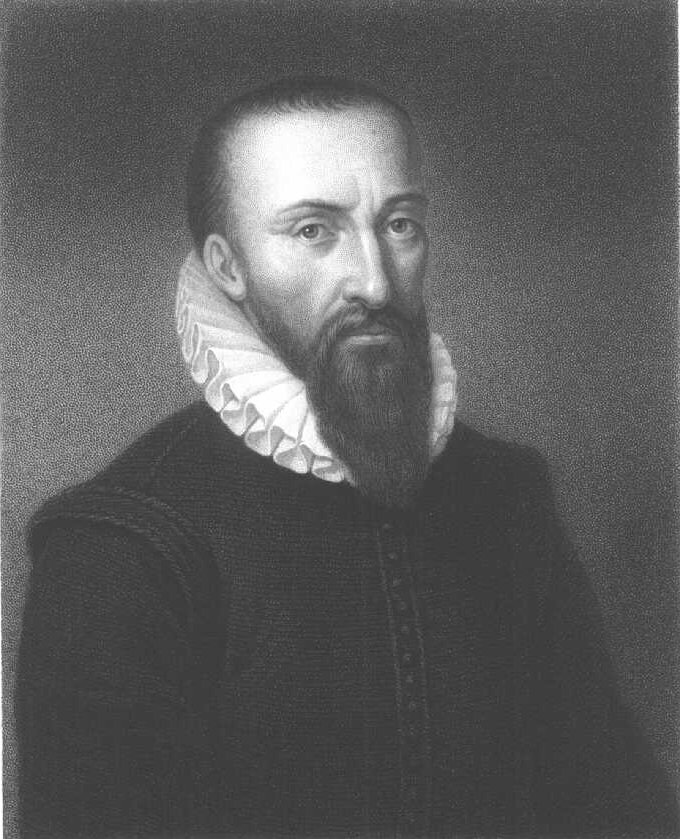
Ambroise Paré.

Ambroise Paré, född omkring 1510 i Bourg Hersent vid Laval, död den 20 december 1590 i Paris, var en fransk kirurg, som betraktas som en av föregångsmännen inom sitt område.

## Biografi

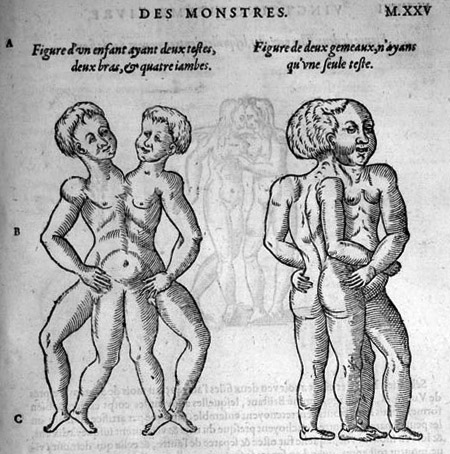
Illustration i Parés bok om monster.

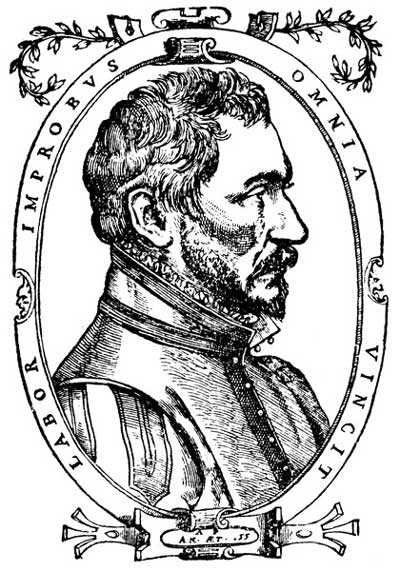
Ambroise Paré 1573.

Paré kom 1529 till Paris för att idka kirurgiska studier. År 1537 anställdes han som kirurg hos en fransk general och deltog i fälttågen mot Karl V. Redan samma år införde han vid behandlingen av skottsår en ändamålsenligare metod än den dittills använda. Man hade nämligen inbillat sig att dessa sår var förgiftade och därför på dem använt sjudande olja och andra etsande medel. Paré påvisade emellertid att denna föreställning saknade grund, och bidrog därigenom i väsentlig mån att minska de sårades plågor. För sina rön häruti redogjorde han i La méthode de traicter les playes faictes par hacquebutes (1545). Senare blev han prosektor hos anatomen Sylvius och anställdes 1559 som en av kung Henrik II:s livkirurger. 1563 blev han premier chirurgien du roi och uppges varit en av de få hugenotter som på kungens befallning skonades vid Bartolomeinattens blodbad. 
Inom kirurgins historia intar Paré ett av de främsta rummen. Frigörande sig från det tvång som den föregående tidens blinda auktoritetstro lagt på den fria forskningen länkade han sin vetenskap in på nya banor. Dessutom uppfostrade han ett stort antal dugliga lärjungar och grundlade därigenom för en lång tid framåt den franska kirurgins överlägsenhet. Bland hans insatser i kirurgins utveckling må framhållas uppfinningen att vid amputationer stilla blödning genom att underbinda artärerna (före honom nyttjade man bränning med glödjärn), förenklingen av sättet att behandla benbrott och luxationer, införandet av bråckbandet och påvisandet av att kastration inte behövs vid radikaloperation för bråck, samt förbättringen av tekniken vid trepanation. 
Paré gav 1573 ut en bok om monster, Des monstres et prodiges (latin 'De monstris et Prodigiis', 1594), som samlar berättelser om forntida och samtida monster vars autenticitet ofta är bestyrkt med datum och platsen där de föddes. Den har tillskrivits en stor betydelse i teratologins historia. Här finns bland annat en illustration av siamesiska tvillingar. Parés skrifter utkom redan under hans livstid tre gånger samlade. 1800-talsupplagan, i 3 band (utgiven 1840–1841 av Malgaigne), kom i nytryck 1970. År 1983 kom en utgåva på modern franska. En nyutgåva, under ledning av Évelyne Berriot-Salvadore, planeras.

## Citat
"Guérir quelquefois, soulager souvent, consoler toujours" ("Ibland bota, ofta lindra, alltid trösta")
—Ambroise Paré